# St. Michael (Sennelager)

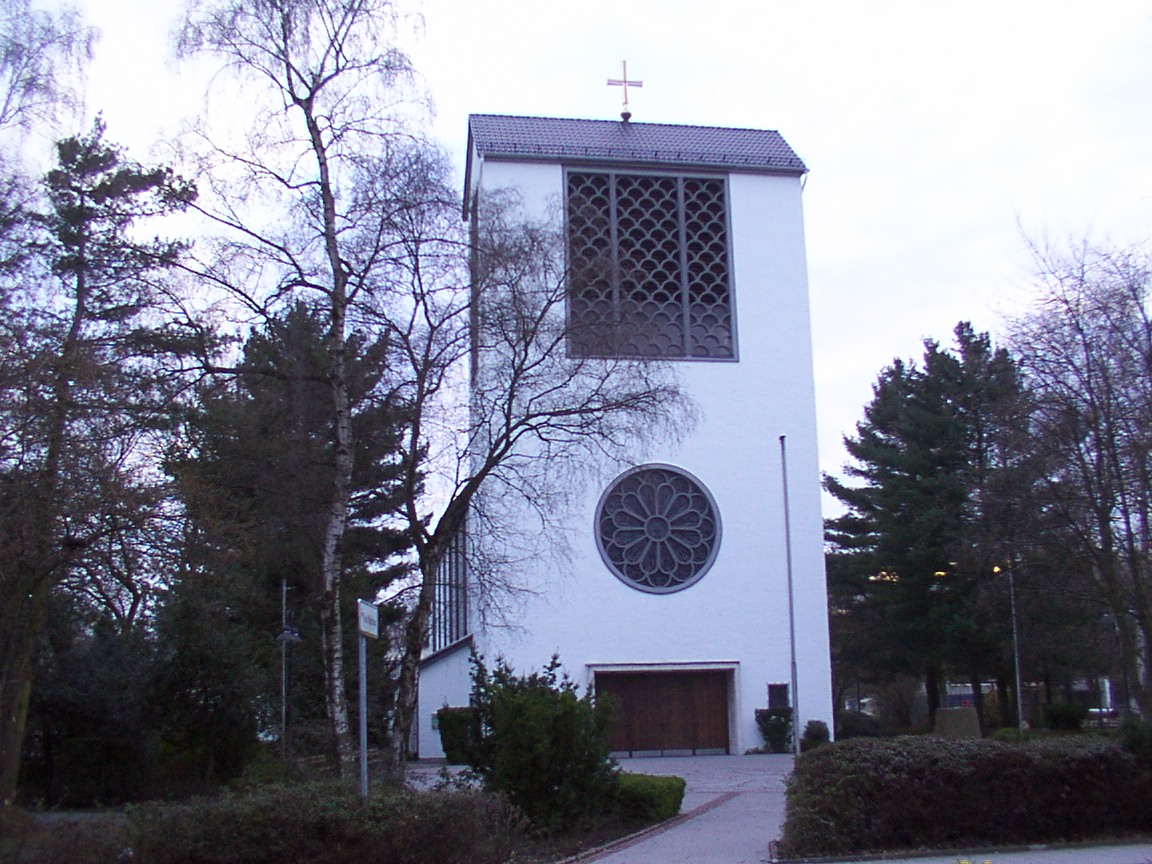
St.-Michaels-Kirche in Paderborn-Sennelager

St. Michael ist eine katholische Pfarrkirche in Sennelager, einem Ortsteil im ostwestfälischen Paderborn. Kirche und Gemeinde bilden zusammen mit St. Marien in Sande den Pastoralverbund Sande-Sennelager im Dekanat Paderborn des gleichnamigen Erzbistums.

## Geschichte
Ursprünglich gehörten die Gemeindemitglieder in Sennelager zur katholischen Gemeinde in Schloß Neuhaus. Ab dem 19. Januar 1920 feierten die Katholiken in Sennelager die Sonntagsmessen im Hohenzollernhaus, welches Salvatorianer erworben. Mit Urkunde vom 27. Juni 1924 wurde die Filialgemeinde in Sennelager eingerichtet. Pfarrvikar wurde der Salvatorianer Pater Agathon Boisai. Die Gemeinde zählte 738 Katholiken. Die Ordensgemeinschaft richtete eine Klosterkapelle ein, die auch für die Gemeindegottesdienste genutzt wurde. Am 17. Januar 1940 beschlagnahmten die Nationalsozialisten das Kloster und vertrieben die Patres. Die noch junge Gemeinde Sennelager musste zunächst wieder von Schloss Neuhaus betreut werden. Nachdem der neue Pfarrvikar Albert Peters eingeführt wurde, wurden die Sonntagsmessen im Saal Hense gefeiert. Der Vikar bewahrte das Allerheiligste in seiner Privatwohnung auf.
Am 28. September 1940 konnte die Grundsteinlegung einer Barackenkirche gefeiert werden. Bis Weihnachten des Jahres konnte mit Eigenleistungen der Gemeindemitglieder die Kirche fertiggestellt und der erste Gottesdienst gefeiert werden. Nach dem Ende des Zweiten Weltkrieges kamen die Salvatorianer zurück nach Sennelager und übernahmen die Seelsorge.
Zu Beginn der 1950er Jahre plante man den Neubau eines Gotteshauses. Am 14. Juni 1956 konnte der Paderborner Erzbischof Lorenz Jaeger den ersten Spatenstich begehen. Bis zur Grundsteinlegung am 17. August 1958 gingen noch zwei Jahre ins Land. Dann ging es zügig voran, so dass am 7. November des Jahres Richtfest gefeiert werden konnte. Am 9. Mai 1959 konsekrierte Erzbischof Jaeger die neue Kirche. Kurz darauf begann man mit dem Bau von Pfarrheim und Kindergarten. Letzterer konnte am 15. Februar 1962 bezogen werden.
Am 27. September 1967 wurde der erste Pfarrgemeinderat gewählt. 1981 zogen sich die Salvatorianer aus Sennelager zurück und der Weltpriester Ludwig Niehörster wurde mit der Seelsorge beauftragt. 1982 begann man deshalb mit dem Bau des Pfarrhauses.
Mit Urkunde vom 1. Januar 1983 wurde die Gemeinde zur eigenständigen Pfarrei erhoben. Als erster Pfarrer wurde am 1. April 1983 der frühere Vikar Niehörster eingeführt.

## Ausstattung

### Altar
Der Hochaltar der Kirche wurde von den Männern der Gemeinde gestiftet; von den Frauen ist der Tabernakel. Die Jugendlichen steuerten Kreuz und Altarleuchter bei. Einzelne Gemeindemitglieder gaben Spenden für die Fenster, die Keramikfiguren im Chor, für das Hauptportal und die Kreuzwegstationen.

### Orgel
Die Orgel entstammt dem Orgelbauer Kleuker aus Brackwede und wurde am 13. Dezember 1959 eingeweiht. Am 5. September 1982 konnte sie nach einer Renovierung erneut eingeweiht werden. Die Orgel und die Glocken von St. Michael sind ein Patengeschenk der Bundeswehr.

### Glocken
Die Glocken der Kirche wurden am 24. September 1959 in Gescher gegossen. Eine Glocke misslang und musste nachgegossen werden. Die Weihe der Glocken vollzog Militärdekan Steger am 29. November 1959
- Dreifaltigkeitsglocke (450 kg)
- St. Josefsglocke (700 kg)
- St. Hubertusglocke (1.050 kg)
- St. Marienglocke (1.500 kg)
- St. Michaelglocke (2.800 kg)

## Pfarrer
- 1924 Pater Agathon Boisai (Vikar)
- 1924–1933 Pater Ansbert Schilp
- 1933–1940 Pater Theodul Loew
- 1940–1945 Albert Peters
- 1945–1948 Pater Roland Schöneborn
- 1948–1953 Pater Alexius Purrio
- 1953–1956 Pater Leander Müller
- 1956–1957 Pater Otmar Kosels
- 1957–1969 Pater Ewald Wegener
- 1969–1978 Pater Wilfried Wieneke
- 1978–1981 Pater Andreas Mühl
- 1981–1987 Ludwig Niehörster
- seit 1987 Meinolf Wieneke